# بونیتا کریک استیتس (آریزونا)
بونیتا کریک استیتس (به انگلیسی: Bonita Creek Estates) یک منطقهٔ مسکونی در ایالات متحده آمریکا است که در آریزونا واقع شده‌است. بونیتا کریک استیتس ۱٬۸۰۳ متر بالاتر از سطح دریا واقع شده‌است.